# フライシュタット
フライシュタット (ドイツ語: Freistatt) は、ドイツ連邦共和国ニーダーザクセン州ディープホルツ郡に属す町村（以下、本項では便宜上「町」と記述する）である。フライシュタットは1922年から独立した自治体となり、1974年からザムトゲマインデ・キルヒドルフに属している。

## 歴史
フライシュタットの面積は 12.53 km2 で、大部分が自然保護区に指定されているヴィーティングスモーアからなる。

### 自治体の構成
人口の大部分は、連邦道 B214号線に近い中核地区フライシュタットに住んでいる。自治体フライシュタットには、約 6 km 北のハイムシュタット地区（アルテンハイムを含む）、シュプレーケルスホルスト集落、泥湿地の中にあるデッカータウ・アシスティッド・リビング施設が含まれる。

## 歴史

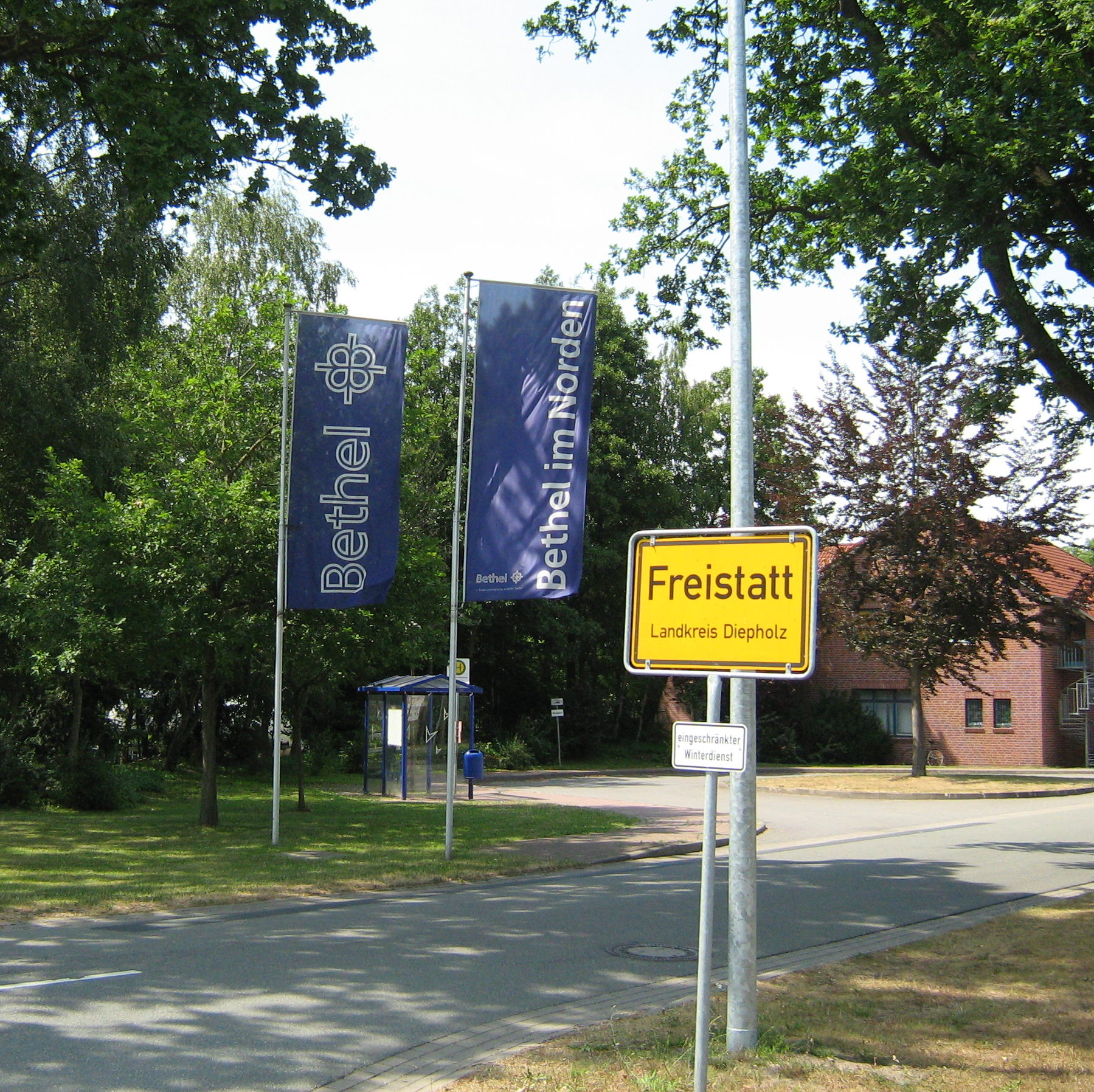
「北のベーテル」の幟旗が掲げられたフライシュタットの入り口

フリードリヒ・フォン・ボーデルシュヴィングは、1899年にヴィーティングスモーア（泥湿地）の中にベーテルのヴィーティングスモーア分院を設立した。この施設は1901年までに1,010ヘクタールの土地を購入した。フリードリヒ・フォン・ボーデルシュヴィングのモットーは「施しではなく、労働を」であり、フライシュタットに滞在したい者には規則正しい労働と礼拝への参加が義務づけられた。雇用の目的は、高層湿原の開墾であり、そのために大規模な作業（特に排水、泥炭の採掘、耕作、堆肥）が必要であった。ふさわしい労働を行った者は、独立して家族を作るためにいくばくかの土地を得られることになっていた。しかしこの目的は達成されなかった。
その後設立された施設や企業はディアコニー・フライシュタットに発展した。ここには、その施設のスタッフ、寄宿者、関係者がほぼ独占的に住んでいた。
障害などで社会的に阻害された人々やその介助者とその家族が住んでいた泥湿地の端の新しい公共団体が1922年にヴェールブレックから分離され、独立した自治体フライシュタットが形成された。ここには上述の人々の他に主に農民が住んだ。
当初、ボーデルシュヴィングの施設を退職した職員は、フライシュタットの住まいに住み続けることはできなかった。第二次世界大戦後にやっと退職者がフライシュタットに住み続けることができるようになり、1965年以後職員がフライシュタットに自分の家を建てたり購入したりすることができるようになった。1999年に新興住宅地ベッカーヴァイデの土地がディアコニー・フライシュタットの職員以外に初めて分譲された。今日に至るまで自治体フライシュタットは、独立した組織として認められる上で問題点を抱えている。CDUのドイツ連邦議会議員アクセル・クネーリヒは、1968年から1978年にディアコニー・フライシュタットの職員を務めたかつての連邦議会議員で故人となっていたヴァルター・リンクの生誕75周年を記念した2012年の追悼文で、リンクは「必ずしも評判が良いとは言えないフライシュタットの施設」の居住者として、当初は政治家として苦労したと述べている。
1990年代の初め以降、従来の農業は徐々に縮小され、自然保護の枠組みの中での経営に転換されている。1995年に泥炭の採掘が停止された。フライシュテットの泥湿地は1994年から自然保護区となっている。

## 行政

### 議会
フライシュタットの町議会は7議席からなる。

### 首長
ゲーロ・エンダースは2006年から名誉職の町長を務めている。
過去の町長:
- 1976年まで: カール＝ハインツ・ヒューゲル
- 1976年 - 2006年: ヴィルヘルム・コルヴァイ
- 2006年 - : ゲロ・エンダース

### 紋章
図柄: フライシュタットの紋章は、銀地。緑の土地に幹が曲がって伸びるオークの木。3本の金色のバンドで向かって右側に立てられた赤い棒に固定されている。

## 文化と見所
フライシュタットの建築文化財リストには1件だけ登録がある。
- ライヘンハレ（キルヒ通り22番地）

住民は、スポーツクラブ、消防団、教会組織、ブラスアンサンブルに参加することができる。 

## 経済と社会資本

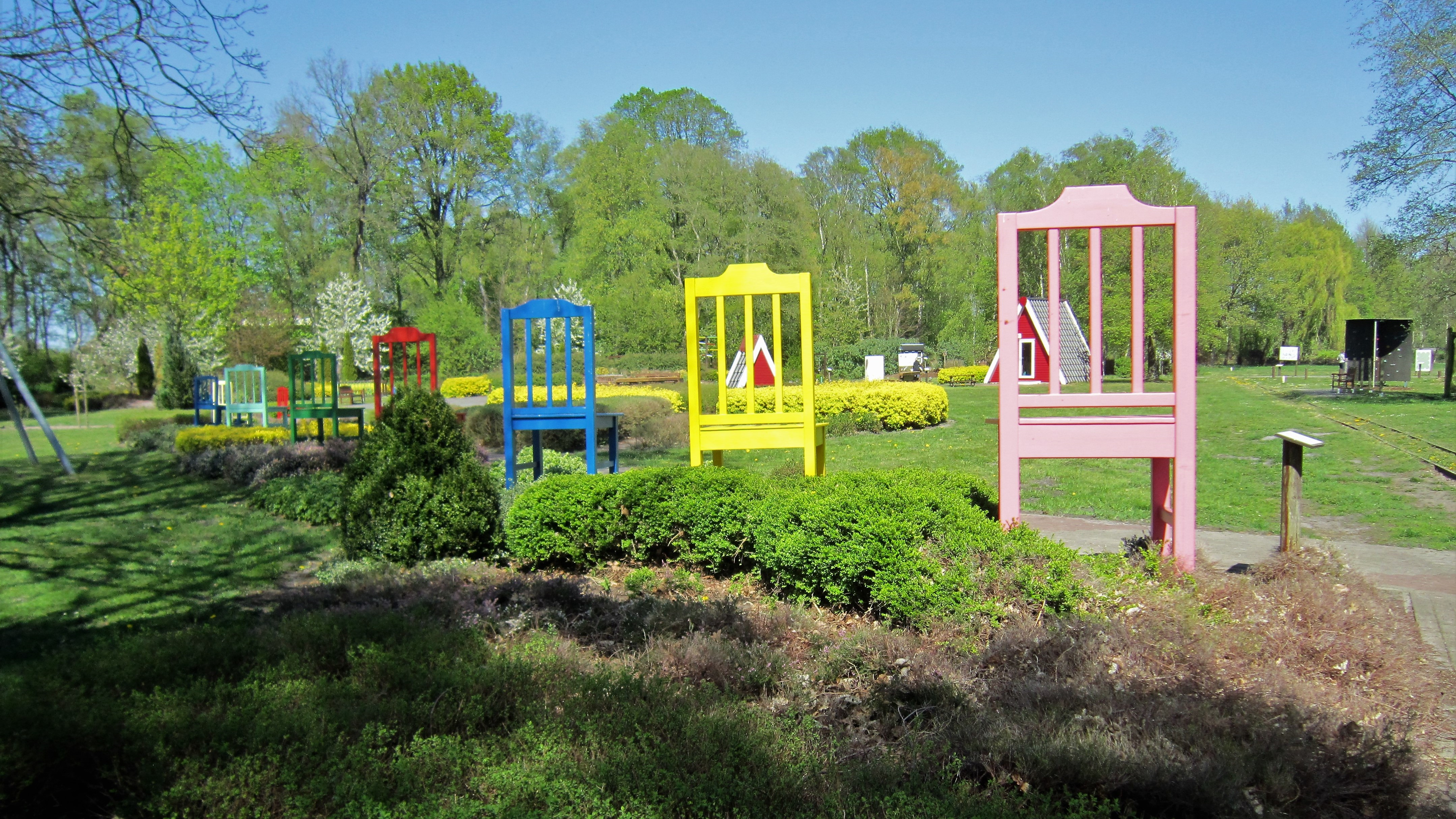
フライシュタットのジネスガルテン

スーパーマーケット、カフェ、医院、町政事務所、体育館、ミニゴルフ場、小動物園がある。さらに町内にはホーホザイルガルテン（高所にロープを張ったアスレチック施設）もある。
2010年以降、フライシュタットはハイキングの目的地として観光を強化している。フライシュタットとハイムシュタットとを結ぶ道路に「惑星の道」が設けられた。これは太陽から惑星を約 5 km の縮尺で配置したものである。
ジネスガルテンには子供のための、遊戯広場、噴水などが設けられている。定期的にパン焼きや「フェルトバーン＝ディプロム」などのイベントが開催されている。これらのアトラクションは労働の質向上施策によって立案され、EUやニーダーザクセン州などから援助されている。
ハイムシュタットに通じる道路沿いのヴィーティングスモーア内に、公園を併設した鳥類観測所がある。この付近の泥湿地には毎年多くのクロヅルが渡りの途中に立ち寄るためである。

### 交通
ドイツ国営鉄道およびドイツ連邦鉄道は、1923年10月1日から1966年9月25日まで、鉄道ニーンブルク - ディープホルツ線の西側部分で旅客列車を運行していた。フライシュタットにはこの路線の駅があった（里程 42.0 km）。近郊旅客交通におけるこの路線の重要性は、営業期間全体を通して低いものであった。1927年と1963年にズーリンゲンとディープホルツの間には4往復が運行していた。車両としてはユルディンゲンのレールバスが使われていた。この路線の旅客運行が橋された後、この路線は主に、この地域で産出される石油や石油加工製品を搬出するために、ディーゼル車が牽引するタンク車が運行する路線となった。現在この路線上をDBカーゴの石油および硫黄輸送車両が運行している。

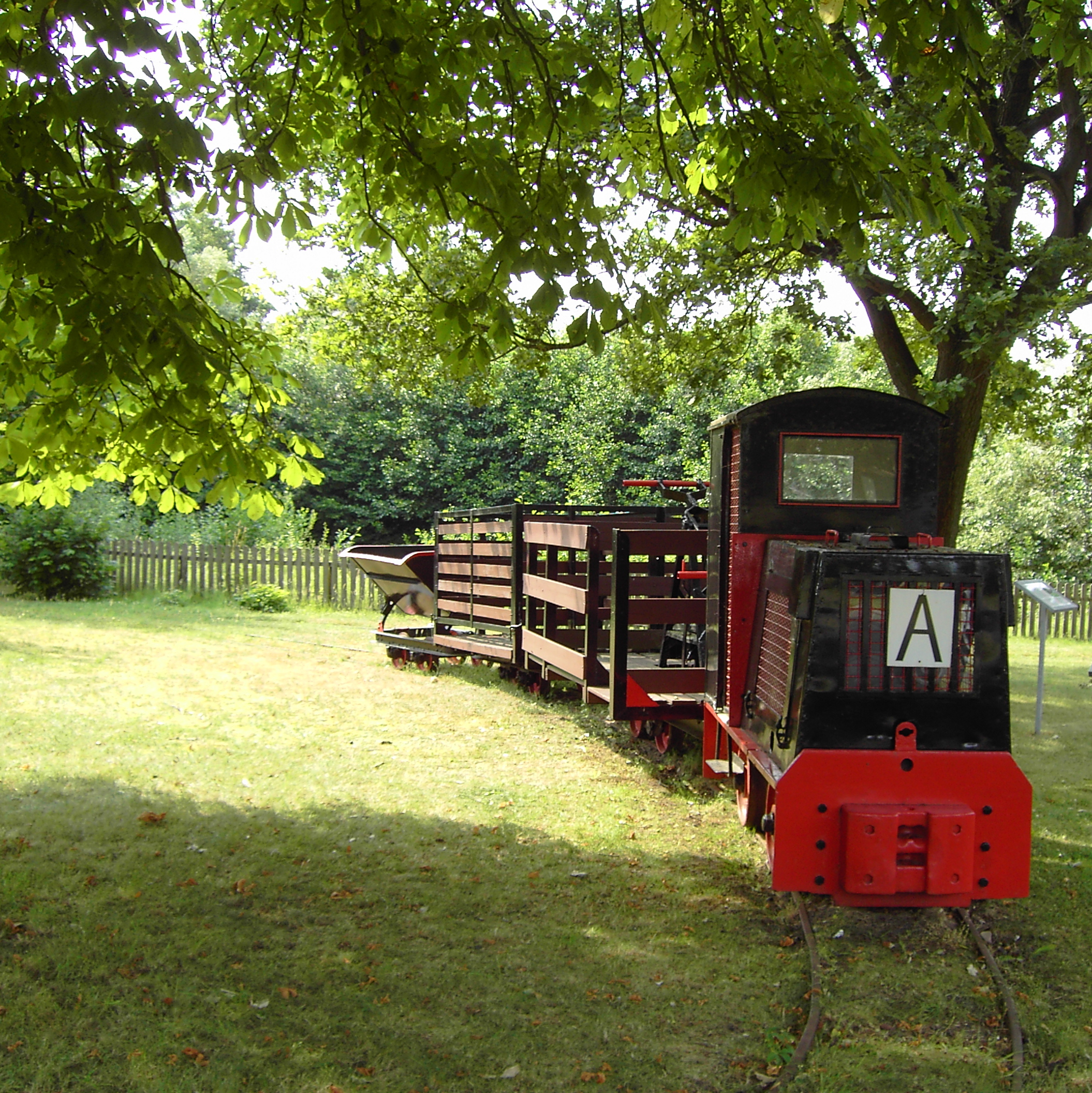
展示されている機関車

#### フェルトバーン・フライシュタット
フライシュタットの旧泥炭工場に、フェルトバーン・フライシュタットのスロープと朽ちた接続線の遺構がある。軌道幅 600 mm のこの鉄道は、かつては組織の施設全体を、幅広く分岐した鉄道網で結んでいた。フライシュタット - ハイムシュタット間を結ぶ泥炭地の土手を走る道路沿いに現在も残る約 5 km の区間を、100年前と同じように列車が運行している。
シェーマ社製の狭軌ディーゼル機関車を使った保存鉄道が5月から10月まで運行している。これとは別の機関車が記念として展示されている。

#### フライシュタット軌道自転車路線
ジネスガルテンには、軌道自転車で走行する周回コースが設けられている。